# Instinct de fuite
L'instinct de fuite est un comportement animalier qui pousse les animaux menacés à fuir plutôt qu'à faire face. Ce comportement est typique de nombreux herbivores, notamment des équidés.

## Description
Les animaux herbivores sont depuis très longtemps la proie de prédateurs carnivores. Pour se nourrir, les carnivores ont développé des qualités qui leur permettent d’approcher suffisamment discrètement et efficacement leurs proies pour les attraper et les tuer. Pour échapper à ces prédateurs, les herbivores et notamment les équidés ont développé des qualités de vitesse, de fond et de perception du danger. 
L'instinct de fuite est souvent évoqué dans le domaine de l'équitation pour expliquer pourquoi un cheval attaché peut paniquer et tirer au renard parce qu'il se sent prisonnier et en danger. C'est en effet à sa grande rapidité pour fuir que le cheval doit sa survie à l'état sauvage. L'instinct de fuite peut se manifester en cas de perception inhabituelle de la part du cheval, par exemple en cas de bruit soudain, de mouvement rapide ou d'odeur inconnue.
L'instinct de fuite est inhibé si le cheval a établi une relation de confiance avec son cavalier.